# 四十人议会
威尼斯四十人议会，亦被称作四十人最高法院，在意大利原文中也可直接称作“四十人会”（Quarantia）。这个机构是威尼斯共和国最高级别的司法机关，同时发挥司法和政务功能。

## 起源和发展
四十人议会最早是在1179年的共和化过程中建立起来的。他们代表着从君主制到古典共和制的权力分化，因此这四十个人同时拥有候任威尼斯总督的提名。每到选举时，威尼斯公民大会（la concio）会提名另外九名选举人并由他们从四十人议会中选出总督。在完成他们作为提名者的角色之后，他们会作为司法机关成员继续任职。同时，他们还需要参与到威尼斯参议院在国家政务和司法方面的活动中。他们往往也代表着威尼斯大议会的意志。1297年，威尼斯人在改革中通过了塞拉塔法案，限制了威尼斯大议会成员的增加，从而使得威尼斯共和国可以直接被贵族阶级所领导。自此，四十人议会负责大议会和参议院的成员选拔和认定，而且他们还要负责起草刑事犯罪和财政政策相关的法律。1380年左右，共和国建立起另一个可以被称作“集贤院”（College of the Sages）的机构从而直接架空了四十人议会的决策权，最后导致四十人议会失去了对参议院意志代表的合法性。在这之后，四十人议会的职责发生了很大的变化，在财政上，他们保留了对国库的管理（如硬币金属的纯度，以及印章的质量监管），同时也有责任向大议会提交财务和税务报告。当然，通过这个简化的过程，他们能够更直接的履行国家最高法院的职责。此时的四十人议会由四十个法官组成，由威尼斯大议会每一年选举一次，成员可以被重复选举，而且在职位空缺的情况下，大议会也有权直接任命新法官加入其中。四十人议会的法律义务随着时日而不断强化。1441年，原有的四十人议会改名为“刑事法庭”，并重新选出四十位法官组成“民事法庭”。再之后，1491年，民事法庭开始被称作“旧民事法庭”，并将“新民事法庭”的四十人加入，一共八十人。

### 刑事法庭
刑事法庭的职责主要是审理各类刑事案件。在四十人刑事法庭建立之前，维护宪法和监管公正与否的职责主要是由都察院（Avogadori de Comùn）执行。与此同时，当刑事案件涉及死刑时，需要得到最高执政团（Serenissima Signoria）的同意和认定。而最高执政团的组成中也必须有三位来自刑事法庭的主要法官。

### 旧民事法庭
旧民事法庭的执法权主要限制于威尼斯共和国民事相关的案件，执法区域包括威尼斯主岛和外海殖民地。一般由“旧公诉团”先行审理再上报法庭。

### 新民事法庭
新民事法庭的执法权于旧民事法庭相同，不过执法区域为威尼斯内陆殖民地。类似于旧民事法庭，由“新公诉团”先行审理再上报。当案件涉及未成年人时，则由专门的“未成年案件新公诉团”负责公诉部分。